# セバスチャン・ポルト
セバスチャン・ポルト（Sebastián Porto, 1978年9月12日 - ）は、アルゼンチン・サンタフェ州ラファエラ出身の元モーターサイクル・ロードレーサー。愛称は "セバス"。

## 経歴
ポルトは11歳の時ミニバイクレースを開始し、1992年にはアルゼンチン国内の100ccクラスチャンピオンになる。1994年には同250ccクラスのチャンピオンとなり、またオスカル・ガルベス・サーキットで開催されたアルゼンチンGP、125ccクラスレースにワイルドカード参戦し、世界選手権デビューを果たした。
翌1995年にはヨーロッパに渡り、スペイン国内選手権(オープン・ドゥカドス)の250ccクラスチャンピオンとなった。1996年にはアプリリアを駆ってロードレース世界選手権250ccクラスにフル参戦を開始、またこの年には並行参戦していたロードレースヨーロッパ選手権250ccクラスでチャンピオンを獲得する。
1999年からはマシンをヤマハに乗り換え、この時点で自己ベストとなるシリーズ9位に入る。翌2000年にもシリーズ9位に入り、またこの年にはプライベーター最上位に授与される "Michel Metraux Trophy" も獲得した。 そして2002年、第12戦ブラジルGPで自身初優勝を果たし、シリーズ5位に入る活躍を見せた。
2003年シーズンはアルベルト・プーチ率いるテレフォニカ・モビスター・ホンダチームに移籍したが、表彰台の獲得もなくシリーズ8位に終わる。翌2004年はホルヘ・マルチネス率いるレプソル・アスパー・アプリリアチームに移籍し、シーズン5勝、表彰台10回を獲得したが、前年度所属していたテレフォニカ・モビスター・ホンダのルーキー、ダニ・ペドロサが圧倒的な強さを見せ、ポルトはシリーズ2位となった。
2005年もアスパー・チームに残留したが、ダッチTTでの1勝に留まり、シリーズランキングは6位に終わった。一方ペドロサはクラス2連覇を果たし、翌年はMotoGPクラスにステップアップすることとなった。
2006年、そのペドロサの後釜としてポルトは再びプーチ監督と組み、ホンダ・RS250RWを駆ることになった。ポルトと一緒にスポンサーが異動する形となり、チーム名は"レプソル・ホンダ"に変更。チームメイトはルーキーの青山周平だった。フル参戦11年目となったこのシーズン、ポルトはマシンへの順応に苦しみ、満足な成績が残せないでいた。6月15日、第7戦カタルニアGPを前に、ポルトはモチベーションを失ったことを理由として、27歳で二輪レースからの現役引退を発表した。

## ロードレース世界選手権 戦績
| シーズン | クラス | バイク     | 出走 | 優勝 | 表彰台 | PP | ポイント | 順位 |
| -------- | ------ | ---------- | ---- | ---- | ------ | -- | -------- | ---- |
| 1994年   | 125cc  | -          | 1    | 0    | 0      | 0  | 0        | -    |
| 1995年   | 250cc  | アプリリア | 1    | 0    | 0      | 0  | 3        | 28位 |
| 1996年   | 250cc  | アプリリア | 14   | 0    | 0      | 0  | 25       | 19位 |
| 1997年   | 250cc  | アプリリア | 15   | 0    | 0      | 0  | 60       | 11位 |
| 1998年   | 250cc  | アプリリア | 13   | 0    | 0      | 0  | 17       | 22位 |
| 1999年   | 250cc  | ヤマハ     | 16   | 0    | 0      | 0  | 98       | 9位  |
| 2000年   | 250cc  | ヤマハ     | 16   | 0    | 0      | 0  | 83       | 9位  |
| 2001年   | 250cc  | ヤマハ     | 16   | 0    | 0      | 0  | 39       | 16位 |
| 2002年   | 250cc  | ヤマハ     | 16   | 1    | 5      | 1  | 172      | 5位  |
| 2003年   | 250cc  | ホンダ     | 16   | 0    | 0      | 1  | 127      | 8位  |
| 2004年   | 250cc  | アプリリア | 16   | 5    | 10     | 9  | 256      | 2位  |
| 2005年   | 250cc  | アプリリア | 15   | 1    | 4      | 0  | 152      | 6位  |
| 2006年   | 250cc  | ホンダ     | 6    | 0    | 0      | 0  | 20       | 18位 |
| 合計     |        |            | 161  | 7    | 19     | 11 | 1052     |      |